# Gianni Grassi
Gianni Grassi (Berceto, 18 ottobre 1938 – Roma, 6 febbraio 2007) è stato uno scrittore e giornalista italiano.

## Biografia
Nato a Berceto nel 1938 è vissuto a Parma sino a 20 anni per poi trasferirsi a Roma. Fra i fondatori di Avanguardia Operaia, è uno dei primi direttori del Quotidiano dei lavoratori. Nel 1976 lascia la politica per dedicarsi al sindacato nella Fidep Cgil. Nel 1986 si laurea con lode all'Università di Roma La Sapienza in sociologia con la tesi "Il lavoro arbitrario nei servizi come forma di lotta alternativa", pubblicata con il titolo Scioperare stanca, una tesi sulle forme di lotta nella società dei servizi (Adda, RM).
Dal 1997 diventa un "paziente oncologico" ed inizia ad occuparsi di tematiche legate alla comunicazione fra medici e pazienti producendo numerosi articoli per diverse testate, partecipando a convegni e collaborando alla stesura di manuali e linee guida. Dal 2006 è giornalista pubblicista. Nel 2006 è ricoverato all'hospice dell'Antea a seguito di una paralisi parziale. In hospice viene intervistato dalla regista Francesca Catarci di Rai 3; a partire dall'intervista a lui e a Beatrice Taboga verrà prodotto un documentario intitolato Intorno alle ultime cose. Muore la mattina del 6 febbraio 2007. Le sue ceneri riposano nel cimitero di Berceto. Dal 2008 è intitolato a lui un largo all'interno di Villa Ada a Roma. 
| Controllo di autorità | VIAF (EN) 61795715 · ISNI (EN) 0000 0000 6159 8502 · SBN CFIV024660 · LCCN (EN) n87908788 · BNF (FR) cb14593593c (data) |